# Kamal (nome indiano)
Kamal è un nome proprio di persona maschile usato in diverse lingue diffuse nel subcontinente indiano.

## Origine e diffusione

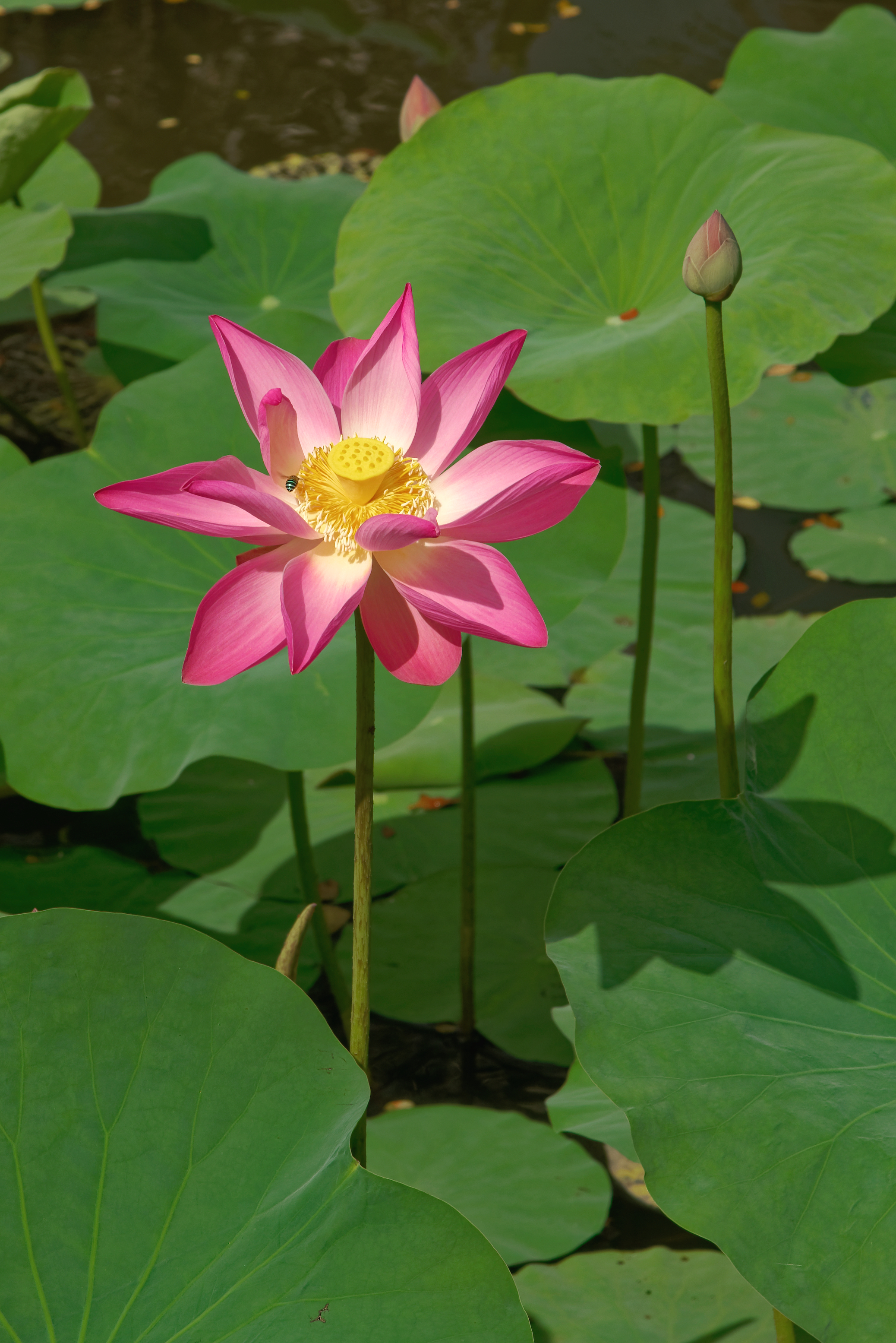
Un fior di loto

Deriva dall'antico nome sanscrito कमल o कमला (maschile e femminile, entrambi traslitterati con Kamala), che indica il fior di loto (come i nomi Kunal e Padma) o anche un colore rosso pallido: era un altro nome per la dea Lakṣmī, così come quello di una stella dell'ammasso delle Pleiadi; in India si chiama così anche una specie di albero, Mallotus philippensis. 
Nei moderni idiomi indiani il maschile è "Kamal" e il femminile è "Kamala"; il nome è attestato in hindi, marathi e nepalese (maschile कमल, femminile कमला), bengalese (maschile কমল), gujarati (maschile કમલ), kannaḍa (maschile ಕಮಲ್, femminile ಕಮಲಾ), malayalam (maschile കമൽ), punjabi (maschile ਕਮਲ), tamil (maschile கமல், femminile கமலா) e telugu (maschile కమల్, femminile కమలా). 
Questo nome coincide con Kamal, un nome arabo di origine differente.

## Persone
- Kamal Haasan, attore, sceneggiatore, regista, produttore cinematografico e cantante indiano

### Variante femminile Kamala
- Kamala Harris, avvocata e politica statunitense
- Kamala Markandaya, scrittrice e giornalista indiana
- Kamala Pujari, attivista indiana
- Kamala Sohonie, biochimica indiana

## Il nome nelle arti
- Kamala è un personaggio della serie televisiva Star Trek: The Next Generation.
- Kamal Khan è un personaggio del film del 1983 Octopussy - Operazione piovra.
- Kamala Khan è un personaggio dei fumetti Marvel Comics.